# Liste des députés de l'Orne
 (mai 2025).
Liste des députés de l’Orne

## Cinquième République

### XVIIelégislature(2024-)
| Circonscription           | Député              | Parti | Parti | Suppléant                                 | Autre mandat                                              |
| ------------------------- | ------------------- | ----- | ----- | ----------------------------------------- | --------------------------------------------------------- |
| Première circonscription  | Chantal Jourdan     |       | PS    | Maxence Sebert                            | Conseillère municipale de Champsecret                     |
| Deuxième circonscription  | Véronique Louwagie* |       | LR    | Thierry Liger Député depuis le 24/01/2025 | Conseillère départementale du canton de l'Aigle           |
| Troisième circonscription | Jérôme Nury         |       | LR    | Cendrine Foucher-Chazé                    | Conseiller départemental du canton de Domfront en Poiraie |

- Véronique Louwagie est Ministre déléguée chargée du Commerce, de l'Artisanat, des Petites et Moyennes entreprises et de l'Économie sociale et solidaire de la France depuis le 23/12/2024.

### XVIelégislature(2022-2024)
| Circonscription           | Député             | Parti | Parti | Suppléant              | Autre mandat                                              |
| ------------------------- | ------------------ | ----- | ----- | ---------------------- | --------------------------------------------------------- |
| Première circonscription  | Chantal Jourdan    |       | PS    | Maxence Sebert         | Conseillère municipale de Champsecret                     |
| Deuxième circonscription  | Véronique Louwagie |       | LR    | Thierry Liger          | Conseillère départementale du canton de l'Aigle           |
| Troisième circonscription | Jérôme Nury        |       | LR    | Cendrine Foucher-Chazé | Conseiller départemental du canton de Domfront en Poiraie |

### XVelégislature(2017–2022)
| Circonscription           | Député                                  | Parti | Parti | Suppléant       | Autre mandat                                                                 |
| ------------------------- | --------------------------------------- | ----- | ----- | --------------- | ---------------------------------------------------------------------------- |
| Première circonscription  | Joaquim Pueyo démissionne le 02/08/2020 |       | PS    | Chantal Jourdan | Maire d'Alençon                                                              |
| Première circonscription  | Chantal Jourdan                         | —     | PS    |                 |                                                                              |
| Deuxième circonscription  | Véronique Louwagie                      |       | LR    | Vincent Segouin | Maire de L'Aigle                                                             |
| Troisième circonscription | Jérôme Nury                             |       | LR    | Bénédicte Marin | Maire de Tinchebray-Bocage Vice-président du Conseil départemental de l'Orne |

### XIVelégislature(2012-2017)
| Circonscription     | Identité           | Parti | Suppléant        |
| ------------------- | ------------------ | ----- | ---------------- |
| 1re circonscription | Joaquim Pueyo      | PS    | Chantal Jourdan  |
| 2e circonscription  | Véronique Louwagie | UMP   | Vincent Segouin  |
| 3e circonscription  | Yves Goasdoué      | PS    | Isabelle Boscher |

### XIIIelégislature(2007-2012)
| Circonscription     | Identité              | Parti | Suppléant                                        |
| ------------------- | --------------------- | ----- | ------------------------------------------------ |
| 1re circonscription | M. Yves Deniaud       | UMP   | M. Robert Loquet                                 |
| 2e circonscription  | M. Jean-Claude Lenoir | UMP   | M. Jean-Pierre Yvon (décédé le 16 février 2012). |
| 3e circonscription  | Mme Sylvia Bassot     | UMP   | M. Amaury de Saint-Quentin                       |

Les députés des 2e et 3e circonscriptions ont été élus dès le premier tour.

### XIIelégislature(2002-2007)
| Circonscription     | Identité              | Parti | Suppléant                            |
| ------------------- | --------------------- | ----- | ------------------------------------ |
| 1re circonscription | M. Yves Deniaud       | UMP   | M. Robert Loquet                     |
| 2e circonscription  | M. Jean-Claude Lenoir | UMP   | M. Jean-Pierre Yvon                  |
| 3e circonscription  | Mme Sylvia Bassot     | UMP   | M. Henri Maubert décédé le 5/12/2006 |

### XIelégislature(1997-2002)
| Circonscription     | Identité              | Parti  | Suppléant                 |
| ------------------- | --------------------- | ------ | ------------------------- |
| 1re circonscription | M. Yves Deniaud       | RPR    | M.Robert Loquet           |
| 2e circonscription  | M. Jean-Claude Lenoir | UDF-DL | M. Jean-Pierre Yvon (RPR) |
| 3e circonscription  | Mme Sylvia Bassot     | UDF-DL | M. Henri Maubert          |

### Xelégislature(1993-1997)
| Circonscription     | Identité                              | Parti                        | Suppléant                                         |
| ------------------- | ------------------------------------- | ---------------------------- | ------------------------------------------------- |
| 1re circonscription | M. Yves Deniaud                       | RPR                          | M. Charles Desaunay                               |
| 2e circonscription  | M. Jean-Claude Lenoir                 | Groupe République et Liberté | M. Patrick de Goussencourt                        |
| 3e circonscription  | M. Hubert Bassot décédé le 13/12/1995 | UDF                          | Jean-Luc Gouyon (14 décembre 1995-6 février 1996) |
| 3e circonscription  | Mme Sylvia Bassot élue le 31/03/1996* | UDF                          |                                                   |

- (élection partielle à la suite de la condamnation et la déchéance de Jean-Luc Gouyon)

### IXelégislature(1988-1993)
| Circonscription     | Identité          | Parti | Suppléant             |
| ------------------- | ----------------- | ----- | --------------------- |
| 1re circonscription | M. Daniel Goulet  | RPR   | M. Bernard Desgrippes |
| 2e circonscription  | M. Francis Geng   | UDF   | M. Maurice Brard      |
| 3e circonscription  | M. Michel Lambert | PS    | M. Pierre Pavis       |

### VIIIelégislature(1986-1988)
Scrutin proportionnel (listes départementales).
| Identité          | Parti          |
| ----------------- | -------------- |
| M. Daniel Goulet  | RPR            |
| M. Francis Geng   | UDF            |
| M. Michel Lambert | PS dissident * |

- Le Parti Socialiste soutenait le Radical de Gauche François Doubin.

### VIIelégislature(1981-1986)
| Circonscription     | Identité          | Parti | Suppléant         |
| ------------------- | ----------------- | ----- | ----------------- |
| 1re circonscription | M. Daniel Goulet  | RPR   | M. Pierre Bourban |
| 2e circonscription  | M. Francis Geng   | UDF   | M. René Fortier   |
| 3e circonscription  | M. Michel Lambert | PS    | M. Lucien Gautier |

### VIelégislature(1978-1981)
| Circonscription     | Identité         | Parti | Suppléant         |
| ------------------- | ---------------- | ----- | ----------------- |
| 1re circonscription | M. Daniel Goulet | RPR   | M. Guy Gravelat   |
| 2e circonscription  | M. Francis Geng  | UDF   | M. René Fortier   |
| 3e circonscription  | M. Hubert Bassot | UDF   | Mme Jenny Corbeau |

### Velégislature(1973-1978)
| Circonscription     | Identité         | Parti    | Suppléant        |
| ------------------- | ---------------- | -------- | ---------------- |
| 1re circonscription | M. Daniel Goulet | UDR      | M. Guy Gravelat  |
| 2e circonscription  | M. Roland Boudet | Mvt.Réf. | M. Francis Geng  |
| 3e circonscription  | M. Pierre Noal   | UDR      | M. Baptiste Jean |

### IVelégislature(1968-1973)
| Circonscription     | Identité            | Parti | Suppléant                             |
| ------------------- | ------------------- | ----- | ------------------------------------- |
| 1re circonscription | M. Louis Terrenoire | UDR   | M. Émile Janvier décédé le 17/05/1972 |
| 2e circonscription  | M. Roland Boudet    | PDM   | M. Pierre Lallemant                   |
| 3e circonscription  | M. Émile Halbout    | PDM   | M. Henri Buron                        |

### IIIelégislature(1967-1968)
| Circonscription     | Identité            | Parti | Suppléant           |
| ------------------- | ------------------- | ----- | ------------------- |
| 1re circonscription | M. Louis Terrenoire | UDR   | M. Émile Janvier    |
| 2e circonscription  | M. Roland Boudet    | PDM   | M. Pierre Lallemant |
| 3e circonscription  | M. Émile Halbout    | PDM   | M. Henri Buron      |

### IIelégislature(1962-1967)
| Circonscription     | Identité            | Parti               | Suppléant       |
| ------------------- | ------------------- | ------------------- | --------------- |
| 1re circonscription | M. Louis Terrenoire | UNR                 | Émile Janvier   |
| 2e circonscription  | M. Ernest Voyer     | UNR                 | Charles Gireaux |
| 3e circonscription  | M. Émile Halbout    | Centre démocratique | Henri Buron     |

### Irelégislature(1958-1962)
| Circonscription     | Identité            | Parti                                         | Suppléant           |
| ------------------- | ------------------- | --------------------------------------------- | ------------------- |
| 1re circonscription | M. Louis Terrenoire | UNR                                           | M. Émile Janvier    |
| 2e circonscription  | M. Roland Boudet    | UNR puis Non-inscrit (Parti Libéral Européen) | M. Pierre Lallemant |
| 3e circonscription  | M. Émile Halbout    | MRP                                           | M. Henri Buron      |

Émile Janvier remplace Louis Terrenoire, nommé membre du Gouvernement, du 16/03/1960 au 09/10/1962.

## Quatrième République

### Troisième législature (1956-1958)
Philippe Monin
Émile Halbout
Paul Pelleray
Pierre Couinaud

### Deuxième législature (1951-1956)
Philippe Monin
Émile Halbout
Paul Pelleray
Pierre Couinaud

### Première législature (1946-1951)
Raymond Guesdon
Louis Terrenoire
Philippe Monin
Étienne Le Sassier-Boisauné, élu sénateur en décembre 1946, remplacé par Émile Halbout

## Gouvernement provisoire de la République française

### Deuxième assemblée constituante (juin-novembre 1946)
Louis Terrenoire
Raymond Guesdon
Émile Halbout
Étienne Le Sassier-Boisauné

### Première assemblée constituante (1945-1946)
Louis Terrenoire
Raymond Couder
Jacques Roulleaux-Dugage
Ernest Voyer

## Troisième République
De 1871 à 1877, scrutin de liste.

### Assemblée nationale (1871 - 1876)
- Amédée Beau, Constitutionnel
- Albert Christophle, Centre gauche
- Alphonse Grollier, Centre gauche
- Charles Lherminier, Union républicaine
- Jean Duportail, Centre droit, décédé le 13 janvier 1875
- Léon de la Sicotière, Centre droit, élu Sénateur le 30 janvier 1876
- Jules Gévelot, Centre gauche

### Irelégislature (1876 - 1877)
- Marius Bianchi, Bonapartiste (Appel au peuple)
- Albert Christophle, Centre gauche
- Henri-Joseph Dugué de La Fauconnerie, Bonapartiste (Appel au peuple)
- Alphonse Grollier, Centre gauche
- Armand de Mackau, Bonapartiste (Appel au peuple)
- Jules Gévelot, Centre gauche

### IIelégislature (1877 - 1881)
- Marius Bianchi, Bonapartiste (Appel au peuple)
- Albert Christophle, Centre gauche
- Alphonse Grollier, Centre gauche
- Armand de Mackau, Bonapartiste (Appel au peuple)
- Jules Gévelot, Centre gauche

### IIIelégislature (1881 - 1885)
- Alfred Bansard des Bois, Union républicaine
- Albert Christophle, Centre gauche
- Charles Fleury, Gauche républicaine, décédé le 13 juillet 1885
- Alphonse Grollier, Centre gauche
- Armand de Mackau, Bonapartiste (Appel au peuple)
- Jules Gévelot, Union démocratique

### IVelégislature (1885 - 1889)
- Albert Christophle, Centre gauche
- Henri-Joseph Dugué de La Fauconnerie, Union des droites
- Félix de Lévis-Mirepoix, Union des droites
- Armand de Mackau, Union des droites
- Georges Roulleaux-Dugage, Union des droites, décédé le 18 septembre 1887
- Henri de Turenne, Union des droites
- Jules Gévelot, Union démocratique

### Velégislature (1889 - 1893)
De 1889 à 1919, scrutin de circonscriptions (arrondissements)
- Alençon : Félix de Lévis-Mirepoix, Union des droites
- Argentan : Armand de Mackau, Union des droites
- Domfront-1 : Albert Christophle, Républicain
- Domfront-2 : Jules Gévelot, Républicain progressiste
- Mortagne : Henri-Joseph Dugué de La Fauconnerie, Union des droites

Source : journal Le Temps du 24 septembre et du 8 octobre 1889 sur Gallica,.

### VIelégislature (1893 - 1898)
- Alençon : Félix de Lévis-Mirepoix, Droite
- Argentan : Armand de Mackau, Union des droites
- Domfront-1 : Albert Christophle, Républicain
- Domfront-2 : Jules Gévelot, Républicain progressiste
- Mortagne : Alfred Bansard des Bois, Union républicaine

Source : journal Le Temps du 22 août et du 5 septembre 1893 sur Gallica,.

### VIIelégislature (1898 - 1902)
- Alençon : Félix de Lévis-Mirepoix, Droite monarchiste
- Argentan : Armand de Mackau, Union des droites
- Domfront-1 : Albert Christophle, Républicain
- Domfront-2 : Jules Gévelot, Républicain progressiste
- Mortagne : Alfred Bansard des Bois, Union républicaine

Source : journal Le Temps du 10 mai et du 24 mai 1898 sur Gallica,.

### VIIIelégislature (1902 - 1906)
- Alençon : Félix de Lévis-Mirepoix, Droite monarchiste
- Argentan : Armand de Mackau, Union des droites
- Domfront-1 : Louis Cachet, Républicain nationaliste
- Domfront-2 : Jules Gévelot, Républicain progressiste, décédé le 17 août 1904, remplacé par Antoine Salles, Républicain progressiste, élu le 6 novembre 1904
- Mortagne : Alfred Bansard des Bois, Union démocratique

Source : journal Le Temps du 29 avril et du 13 mai 1902 sur Gallica,.

### IXelégislature (1906 - 1910)
- Alençon : Félix de Lévis-Mirepoix, Droite monarchiste
- Argentan : Armand de Mackau, Action libérale
- Domfront-1 : Louis Cachet, Action libérale
- Domfront-2 : Pierre Adigard, Républicain progressiste
- Mortagne : Alfred Bansard des Bois, Union républicaine

Sources : Journal Le Temps du 6 et du 22 mai 1906 sur Gallica - ,.

### Xelégislature (1910 - 1914)
- Alençon : Adrien Dariac, Gauche démocratique
- Argentan : Armand de Mackau, Plébiscitaire, Action Libérale
- Domfront-1 : Henri Georges Roulleaux-Dugage, Républicain progressiste
- Domfront-2 : Pierre Adigard, Républicain progressiste, décédé le 4 janvier 1914, non remplacé
- Mortagne : Alfred Bansard des Bois, Républicain progressiste

Sources : Journal Le Temps du 24 avril et du 8 mai 1910 sur Gallica - ,.

### XIelégislature (1914 - 1919)
- Alençon : Adrien Dariac, Républicain de gauche (modéré)
- Argentan : Armand de Mackau, Action libérale
- Domfront : Henri Georges Roulleaux-Dugage, Fédération républicaine (droite)
- Mortagne : René de Ludre-Frolois, Fédération républicaine (droite)

Sources : Journal Le Temps du 28 avril et du 12 mai 1914 sur Gallica - ,.

### XIIelégislature (1919 - 1924)
Les élections législatives de 1919 furent organisées au scrutin proportionnel de liste. Elles marquèrent au niveau national la victoire du "Bloc national" de centre-droit.
Liste d'Union républicaine démocratique
- René de Ludre-Frolois, Conseiller général, Entente républicaine démocratique
- Henri Georges Roulleaux-Dugage, Conseiller général, Entente républicaine démocratique
- Adrien Dariac, Ancien Ministre de l'Agriculture, Républicain de gauche (modéré)

Candidature isolée
- Étienne d'Audiffret-Pasquier, Conseiller général, Entente républicaine démocratique

Source : Barodet, sur le site de l'Assemblée Nationale, https://bibnum.sciencespo.fr/s/catalogue/ark:/46513/sc16m2kz#?c=&m=&s=&cv=

### XIIIelégislature (1924 - 1928)
Les élections législatives de 1924 furent organisées au scrutin proportionnel de liste. Elles marquèrent au niveau national national la victoire du "Cartel des gauches".
Liste d'Union nationale républicaine démocratique
- Adrien Dariac, Républicain de gauche (modéré)
- Henri Georges Roulleaux-Dugage, Union républicaine démocratique
- René de Ludre-Frolois, Union républicaine démocratique
- Étienne d'Audiffret-Pasquier, Union républicaine démocratique

Source : Barodet sur le site de l'Assemblée Nationale - https://bibnum.sciencespo.fr/s/catalogue/ark:/46513/sc16m1m0#?c=&m=&s=&cv=

### XIVelégislature (1928 - 1932)
Les élections législatives furent au scrutin d'arrondissement majoritaire à deux tours de 1928 à 1936.
- Alençon : Adrien Dariac, Gauche radicale

- Argentan : Étienne d'Audiffret-Pasquier, Union républicaine démocratique

- Domfront : Henri Georges Roulleaux-Dugage, Union républicaine démocratique, démissionnaire le 11 février 1930, remplacé par son frère Georges Roulleaux-Dugage, Union républicaine démocratique, élu le 16 mars 1930

- Mortagne : René de Ludre-Frolois, Union républicaine démocratique, élu Sénateur en 1931, non remplacé

Source : Élections législatives 22-29 avril 1928 de Georges Lachapelle - https://gallica.bnf.fr/ark:/12148/bpt6k320439r.texteImage#

### XVelégislature (1932 - 1936)
- Alençon : Adrien Dariac, Gauche radicale
- Argentan : Étienne d'Audiffret-Pasquier, Républicain et social
- Domfront : Georges Henri Roulleaux-Dugage, Fédération républicaine
- Mortagne : René Dupray de La Mahérie, Républicain et social, décédé le 21 juin 1933, remplacé par Marcel Fleury, Indépendant (Droite), élu le 20 août 1933

### XVIelégislature (1936 - 1940)
- Argentan : Étienne d'Audiffret-Pasquier
- Mortagne : Joseph Aveline
- Alençon : Adrien Dariac
- Domfront : Georges Henri Roulleaux-Dugage

## Second Empire
- Paul de Chazot 1858-1869
- Louis David-Deschamps 1860-1865
- Robert d'Escorches de Sainte-Croix 1852-1860
- Henri-Joseph Dugué de La Fauconnerie 1869-1870
- Jules Gévelot 1869-1870
- Alphonse Grollier 1869-1870
- Armand de Mackau 1866-1870
- Jacques Mercier 1852- 1858
- Nicolas William Wladimir Villedieu de Torcy 1852, 1859
- Aimé Raphaël Villedieu de Torcy 1860 à 1869

## Deuxième République
- Charles Léonce Gouhier de Charencey 1848, 1849
- Napoléon Joseph Curial 1848, 1849
- Victor Destutt de Tracy 1848, 1849
- Hippolyte Piquet 1848
- Francisque de Corcelle 1848, 1849
- Jean de Vaudoré
- Adolphe Guérin
- Pascal Hamard
- Stanislas Gigon La Bertrie
- Jacques Druet-Desvaux
- Julien Lefaverais
- Jean-François Ballot

## Chambre des députés (Monarchie de Juillet)

### IreLégislature(1830-1831)
- Augustin Lemercier
- Jacques Chagrin de Brullemail
- Jean His
- Louis Jacques Fleury
- Jean-François Ballot
- Jacques Mercier (1776-1858)
- Victor Urbain Rémond

### IIeLégislature(1831-1834)
- Augustin Lemercier
- Jean His
- Louis Jacques Fleury
- Jean-François Ballot
- Louis Charles Auberville
- Jacques Mercier (1776-1858)
- Guillaume Desprez

### IIIeLégislature(1834-1837)
- Jacques François Libert
- Charles Goupil de Préfelne
- Augustin Lemercier
- Jean Clogenson
- Jean His
- Éléonor-Zoa Dufriche de Valazé
- Jean-François Ballot

### IVeLégislature(1837-1839)
- Charles Goupil de Préfelne
- Augustin Lemercier
- Jean Clogenson
- Jean His
- Victor Destutt de Tracy
- Éléonor-Zoa Dufriche de Valazé décédé en 1838
- Jean-François Ballot
- Jacques Mercier (1776-1858)

### VeLégislature(1839-1842)
- Francisque de Corcelle
- Stanislas Gigon La Bertrie
- Augustin Lemercier
- Jean His
- Victor Destutt de Tracy
- Jean-François Ballot
- Jacques Mercier (1776-1858)

### VIeLégislature(1842-1846)
- Francisque de Corcelle
- Raymond Aylies
- Stanislas Gigon La Bertrie
- Jean His
- Victor Destutt de Tracy
- Jean-François Ballot
- Jacques Mercier (1776-1858)

### VIIeLégislature(17/08/1846-24/02/1848)
- Nicolas William Wladimir Villedieu de Torcy
- Francisque de Corcelle
- Stanislas Gigon La Bertrie
- Jean His
- Victor Destutt de Tracy
- Jean-François Ballot
- Jacques Mercier (1776-1858)

## Chambre des députés des départements (2eRestauration)

### Irelégislature(1815–1816)
- Charles Henri Gabriel de Frotté
- Amédée de Broglie
- Nicolas d'Orglandes
- Pierre-René-Léonard Delaunay
- Jean Ernouf
- Antoine Charles André René de Puisaye

### IIelégislature(1816-1823)
- Louis Claude Boucher
- Aimé-Charles-Zacharie-Élisabeth de Gontaut-Biron
- Charles-Léonce Gouhier de Charencey
- Jacques Lefrère des Maisons
- Amédée de Broglie
- Nicolas d'Orglandes
- Constantin-Guy Le Gonidec de Penlan
- Pierre-René-Léonard Delaunay
- Jacques de Thiboult du Puisact
- François-Jacques Druet-Desvaux

### IIIelégislature(1824-1827)
- Gaspard-Marie-Victor de Choiseul d'Aillecourt
- Louis Claude Boucher
- Aimé-Charles-Zacharie-Élisabeth de Gontaut-Biron
- Charles-Léonce Gouhier de Charencey
- François Mathieu Angot des Rotours
- Constantin-Guy Le Gonidec de Penlan
- Jacques de Thiboult du Puisact

### IVelégislature(1828-1830)
- Augustin Lemercier
- Jacques Chagrin de Brullemail
- Jean His
- Gaspard-Marie-Victor de Choiseul d'Aillecourt
- Louis Jacques Fleury
- Jacques Mercier (1776-1858)
- Charles-Léonce Gouhier de Charencey

### Velégislature(23 juin 1830-28 juillet 1830)
- Hardouin-Gustave d'Andlau
- Augustin Lemercier
- Jacques Chagrin de Brullemail
- Jean His
- Gaspard-Marie-Victor de Choiseul d'Aillecourt
- Louis Jacques Fleury
- Jacques Mercier (1776-1858)

## Chambre des représentants (Cent-Jours)
- Jacques Mercier (1776-1858)
- Victor Urbain Rémond
- Guillaume Desprez
- Jean-François Collas de Courval
- Jacques François Alexis Got
- Charles Thomas-Laprise
- Paul Théophile Legrand de Boislandry

## Chambre des députés des départements (1reRestauration)
- Louis-Dominique Bouffey
- Alexis Le Veneur de Tillières

## Corps législatif(1800-1814)
- Pierre Thomas Le Roy de Boisaumarié
- Guillaume Desprez
- Alexandre-Jacques Renault
- Louis Gaspard Odolant-Desnos
- Toussaint-Pierre-Louis-Samuel Castaing
- Jean Aimé Lautour-Boismaheu
- Louis François Alexandre Goupil de Préfelne
- Louis-Dominique Bouffey
- Nicolas-Bernard Belzais-Courménil
- Alexis Le Veneur de Tillières
- Charles Perrin
- Jean-Baptiste Dureau de La Malle
- Jean-Denis Fourmy
- Charles de Bonvoust

## Conseil des Cinq-Cents(1795-1799)
- Guillaume Desprez
- Alexandre-Jacques Renault
- Louis Gaspard Odolant-Desnos
- Toussaint-Pierre-Louis-Samuel Castaing
- Jacques François Alexis Got
- Pierre François Nicolas Plet-Beauprey
- Charles Thomas-Laprise
- Charles Ambroise Bertrand de La Hosdinière
- Antoine Louis Philibert Bailleul
- Nicolas-Bernard Belzais-Courménil
- Jacques François Charles d'Essay
- Jean-Denis Fourmy

## Convention nationale(1792-1795)
- Toussaint-Pierre-Louis-Samuel Castaing
- Pierre François Nicolas Plet-Beauprey
- Charles Thomas-Laprise
- Charles Ambroise Bertrand de La Hosdinière
- Jacob Gerard-Desrivières
- Charles Éléonor Dufriche-Valazé
- Pierre-François Duboë
- Jacques-Claude Dugué d'Assé
- Charles Desgrouas
- Jean-Denis Fourmy
- Louis-Jacques Collombel de La Roussellière
- Louis Toussaint Jullien-Dubois
- Joseph Priestley

## Assemblée législative (1791-1792)
- Guillaume Barbotte
- Pierre Claude Charles Leboucher du Longchamp
- Claude-Michel André
- Louis-Michel Demées
- Jean-Jacques Paignard
- Antoine Lautour-Duchatel
- Jacques-André-Simon Le Fessier
- Jacques-Auguste Leconte-De-Betz
- Simon Terrède
- Jean-Baptiste Lesueur